# Saint-Plantaire

Saint-Plantaire este o comună în departamentul Indre, Franța. În 1 ianuarie 2022 avea o populație de 602 de locuitori.